# Stein (Probstei)
 For alternative betydninger, se Stein. (Se også artikler, som begynder med Stein)
Stein er en by og en kommune i det nordlige Tyskland, beliggende i Amt Probstei i den nordlige del af Kreis Plön. Kreis Plön ligger i den østlige/centrale del af delstaten Slesvig-Holsten.

## Geografi
Stein er beliggende ca. 20 til 25 km nord for delstatshovedstaden Kiel ved østbredden af den yderste ende af Kieler Förde.